# Hueva (kommunhuvudort)
Hueva är en kommunhuvudort i Spanien.   Den ligger i provinsen Provincia de Guadalajara och regionen Kastilien-La Mancha, i den centrala delen av landet, 60 km öster om huvudstaden Madrid. Hueva ligger 897 meter över havet och antalet invånare är 146.
Terrängen runt Hueva är varierad. Runt Hueva är det glesbefolkat, med 10 invånare per kvadratkilometer. Närmaste större samhälle är Pastrana, 5,8 km sydost om Hueva. Trakten runt Hueva består till största delen av jordbruksmark.